# Валдиз—Кордова (Аљаска)
Валдиз—Кордоба (енгл. Valdez-Cordova) насељено је место без административног статуса у америчкој савезној држави Аљаска.

## Демографија
По попису из 2010. године број становника је 9.636, што је 559 (-5,5%) становника мање него 2000. године.
| Група             | 2000.         | 2010.         |
| Белци             | 7.612 (74,7%) | 6.949 (72,1%) |
| Афроамериканци    | 33 (0,3%)     | 46 (0,5%)     |
| Азијати           | 362 (3,6%)    | 354 (3,7%)    |
| Хиспаноамериканци | 286 (2,8%)    | 349 (3,6%)    |
| Укупно            | 10.195        | 9.636         |